# أدولف هوبر
أدولف هوبر (بالألمانية: Adolf Huber)‏ (5 مارس 1923 - 1 فبراير 1994) هو لاعب كرة قدم نمساوي.

## وصلات خارجية
- أدولف هوبر على موقع ناشيونال فوتبول تيمز (الإنجليزية)
- أدولف هوبر على موقع عالم كرة القدم.نت (الإنجليزية)